# Nat Hentoff
Nathan Irving "Nat" Hentoff (Boston, Massachusetts; 10 de junio de 1925-Manhattan, Nueva York; 7 de enero de 2017) fue un historiador, novelista y crítico de música estadounidense. Era columnista sobre jazz y country para distintos medios, entre ellos The Wall Street Journal.
Hentoff fue columnista de Down Beat, The Village Voice, JazzTimes, Legal Times, The Washington Post, The Washington Times, The Progressive, Editor & Publisher y el Free Inquiry. Fue escritor en el The New Yorker, y sus escritos han sido publicados en New York Times, Jewish World Review, The Atlantic, The New Republic, Commonweal y en  la Enciclopedia dello Spettacolo de Italia.
Se declaró a sí mismo como "provida, judío, ateo, defensor de las libertades civiles, de izquierdas".

## Libros

### No ficción
- Hear Me Talkin' To Ya, con Nat Shapiro (1955)
- The Jazz Makers, con Nat Shapiro (1957)
- The Jazz Life ISBN 0-306-80088-8 (1961)
- Peace Agitator: The Story of A. J. Muste. ISBN 0-9608096-0-0 (1963)
- The New Equality (1964)
- Our Children Are Dying (con John Holt) (1967)
- A Doctor Among the Addicts (1968)
- A Political Life: The Education of John V. Lindsay (1969)
- Journey into Jazz (1971)
- Jazz Is (1976)
- Does Anybody Give a Damn?: Nat Hentoff on Education (Random House; 1977)
- The First Freedom: The Tumultuous History of Free Speech in America (1980)
- American Heroes: In and Out of School (1987)
- John Cardinal O'Connor: At the Storm Center of a Changing American Catholic Church. ISBN 0-684-18944-5 (1988)
- Free Speech for Me — But Not for Thee: How the American Left and Right Relentlessly Censor Each Other. ISBN 0-06-099510-6 (1993)
- Listen to the Stories: Nat Hentoff on Jazz and Country Music. ISBN 0-06-019047-7 (1995)
- Living the Bill of Rights: How to Be an Authentic American. ISBN 0-520-21981-3 (1999)
- The War on the Bill of Rights and the Gathering Resistance. ISBN 1-58322-621-4 (2004)
- American Music Is (2004)
- Insisting on Life (con Wesley Smith y Maria McFadden) (2005)

### Novelas
- Jazz Country (1965)
- Call the Keeper (1966)
- Onwards! (1968)
- I'm Really Dragged But Nothing Gets Me Down (1968)
- This School is Driving Me Crazy (1976)
- Does This School Have Capital Punishment? (1982)
- Blues for Charlie Darwin (1982)
- The Day They Came To Arrest The Book (1983)
- The Man from Internal Affairs (1985)

### Memorias
- Boston Boy: Growing Up with Jazz and Other Rebellious Passions. ISBN 0-9679675-2-X (1986)
- Speaking Freely: A Memoir (1997)

### Compilaciones
- The Nat Hentoff Reader. ISBN 0-306-81084-0 (2001)

### Volúmenes editados
- Hear Me Talkin' to Ya: The Story of Jazz by the Men Who Made It (with Nat Shapiro) (1955)
- Jazz: New Perspectives on the History of Jazz ISBN 0-306-80088-8 (with Albert McCarthy) (1959)
- Black Anti-Semitism and Jewish Racism (1969)